# Le Christ dans la maison de ses parents
Le Christ dans la maison de ses parents (1849-1850) est une peinture de John Everett Millais représentant la Sainte Famille dans l'atelier de menuiserie de saint Joseph. La peinture est extrêmement controversée lors de sa première exposition et suscite de nombreuses critiques négatives, notamment celle de l'écrivain Charles Dickens. Cette œuvre donne au Préraphaélisme sa notoriété, laquelle auparavant restait très obscure. Elle contribua également de façon majeure au débat sur le réalisme dans les arts. 
Elle est actuellement conservée à la Tate Britain de Londres.

## Sujet
Le tableau représente Jésus enfant assistant son père Joseph dans son atelier. Joseph façonne une porte posée sur la table de son atelier. On y voit Jésus la main coupée par un clou, symbole des stigmates et préfiguration de sa crucifixion. Du sang coule et tombe sur son pied. Alors que sa grand-mère, Anne, retire le clou à l'aide d'une pince, sa mère inquiète, Marie, lui tend la joue pour qu'il l'embrasse. Joseph examine la main blessée de Jésus. Un jeune garçon, qui sera plus tard connu sous le nom de Jean-Baptiste, apporte de l'eau pour laver la plaie, préfigurant le baptême du Christ. Un assistant de Joseph, qui représente les futurs apôtres de Jésus, observe ces événements. 
En arrière-plan, divers objets sont utilisés pour symboliser davantage la signification théologique du sujet. Une échelle, se référant à l'échelle de Jacob, s'appuie contre le mur du fond, une colombe qui représente le Saint-Esprit repose dessus. D'autres outils de menuiserie font référence à la Sainte Trinité. Millais a probablement utilisé la gravure d'Albrecht Dürer Melencolia I comme source pour cette imagerie, ainsi que les œuvres du quattrocento. Les moutons de la bergerie vus par l'encadrement de la porte représentent le futur troupeau chrétien.  
On suggère que Millais a été influencé par la peinture de John Rogers Herbert (en) intitulée Notre Sauveur soumis à ses parents à Nazareth. 

## Critique de l'œuvre
La peinture est très controversée lors de sa première exposition en raison de sa représentation réaliste d'un atelier de menuiserie, de la saleté et des détritus sur le sol. Cette représentation contraste avec la représentation de Jésus, de sa famille et de ses apôtres, dans des costumes rappelant les toges romaines. Charles Dickens accuse Millais d'avoir dépeint Marie en alcoolique :  
 ... si hideuse dans sa laideur qu'elle ... se démarque du reste des personnages de la toile tel un monstre du plus vil cabaret de France, ou du plus bas gin-shop d'Angleterre. 

## Conséquences
Les commentaires critiques ont pour effet de rendre célèbre le mouvement préraphaélite et de créer un débat sur la relation entre modernité, réalisme et médiévalisme dans les arts. Le critique John Ruskin soutient Millais dans une lettre à la presse et lors de sa conférence « Pre-Raphaelitism »  bien qu'il n'aime pas personnellement le tableau. L'utilisation du réalisme symbolique dans l'œuvre conduit à un mouvement plus large dans lequel le choix de la composition et du thème est combiné à une observation détaillée,.   